# Aerosol-Arena

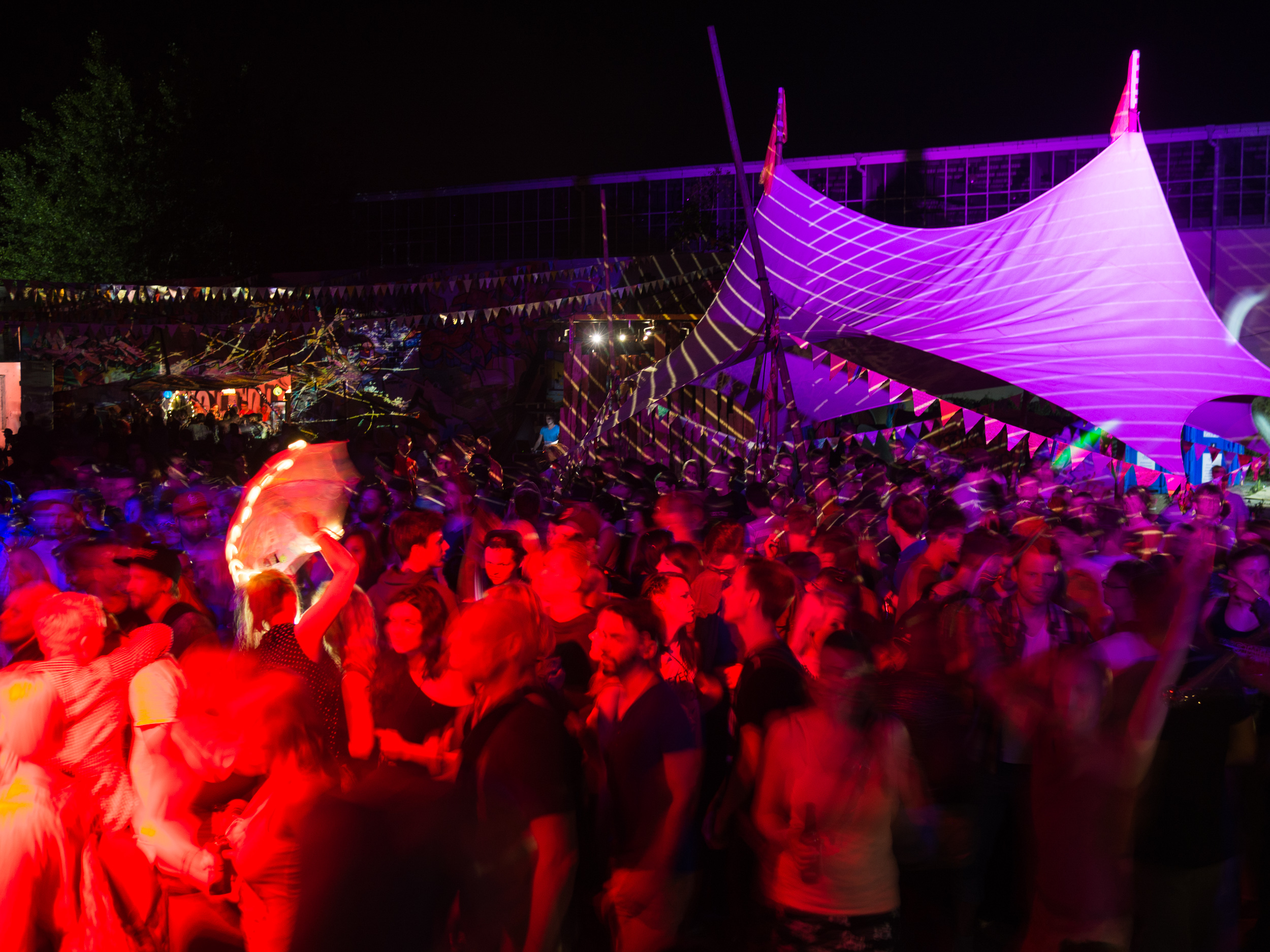
Tanzveranstaltung in der Aerosol-Arena

Die Aerosol-Arena war eine Graffiti Hall of Fame und befand sich bis August 2020 in Magdeburg. Das Gelände wurde nicht kommerziell genutzt und ehrenamtlich unterhalten und entwickelt.

## Beschreibung
Die Aerosol-Arena befand sich auf dem Gelände des vormaligen Werksgeländes der Konsum-Mühle, einer Industriebrache im Industriehafen von Magdeburg. Auf dem Gelände befanden sich legal mit Graffiti und Streetart gestaltbare Flächen. Es standen verschiedene Formate von Wänden zur Verfügung. Den Künstlern standen nach vorheriger Anmeldung kostenlos Leitern und Rollgerüste zur Verfügung. Es bestand zudem auf einer separaten Gleisanlage die Möglichkeit legal einen Eisenbahnwagen zu bemalen. Es fanden unregelmäßig verschiedene kulturelle Veranstaltungen mit unterschiedlichen Akteuren und Veranstaltern auf dem Gelände statt.

## Betreiberwechsel 2020

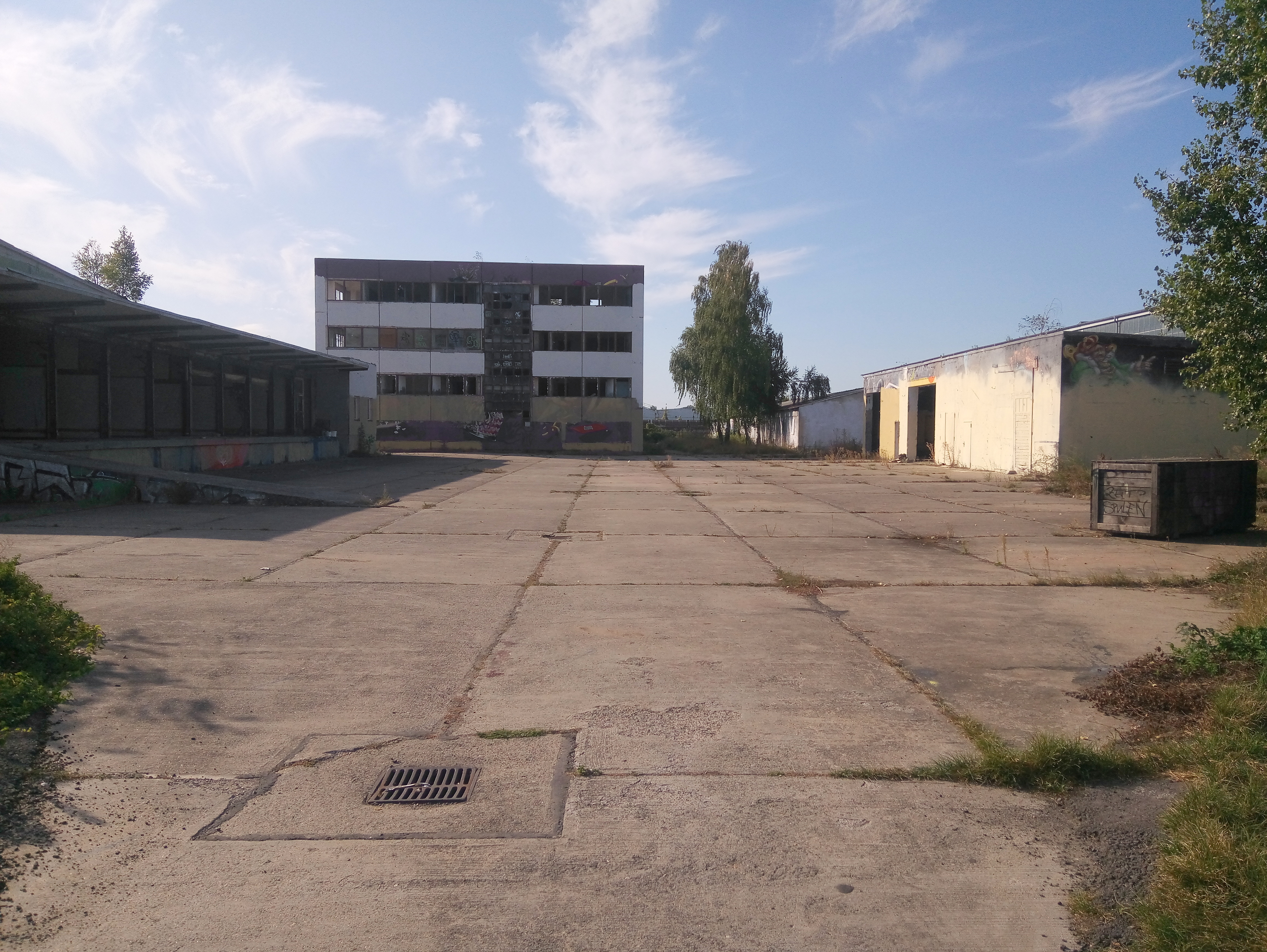
Die Aerosol-Arena 2020 nach der Zerstörung der Kunstwerke Dritter durch die vormaligen Betreiber

Im Jahr 2020 zogen sich die zuvor Verantwortlichen aus der Hall of Fame zurück. Die Aerosol-Arena war in die Bewerbung Magdeburgs zur Kulturhauptstadt Europas 2025 eingebunden. In diesem Zusammenhang sei eine Machbarkeitsstudie für 20.000 Euro geplant gewesen. Die Betreiber sollten ein Konzept erarbeiten und der Eigentümer des Geländes seinerseits zusichern, das Areal bis 2025, dem Jahr der deutschen Kulturhauptstadt, nicht zu verkaufen. Daraufhin zogen sich die Verantwortlichen der Aerosol-Arena zum September 2020 aus der Hall of Fame zurück.
Nach dem Rückzug der vormaligen Betreiber, beabsichtigt die Stadt Magdeburg das Gelände der Aerosol-Arena weiter für urbane Kunst zu nutzen. Die Verwendung des Namens Aerosol-Arena ist der Stadt durch die vormaligen Betreiber untersagt.
Vor der Rückgabe und dem Wechsel der Betreiber zerstörten die vormaligen Verantwortlichen unter anderem sämtliche bestehenden Werke fremder Künstler auf dem Gelände. Weiterhin stellte sich heraus, dass sie das Gelände zur illegalen Entsorgung tonnenweise Mülls, teilweise auch Sondermülls, zweckentfremdet genutzt und belastet übergeben hatten.

## Galerie

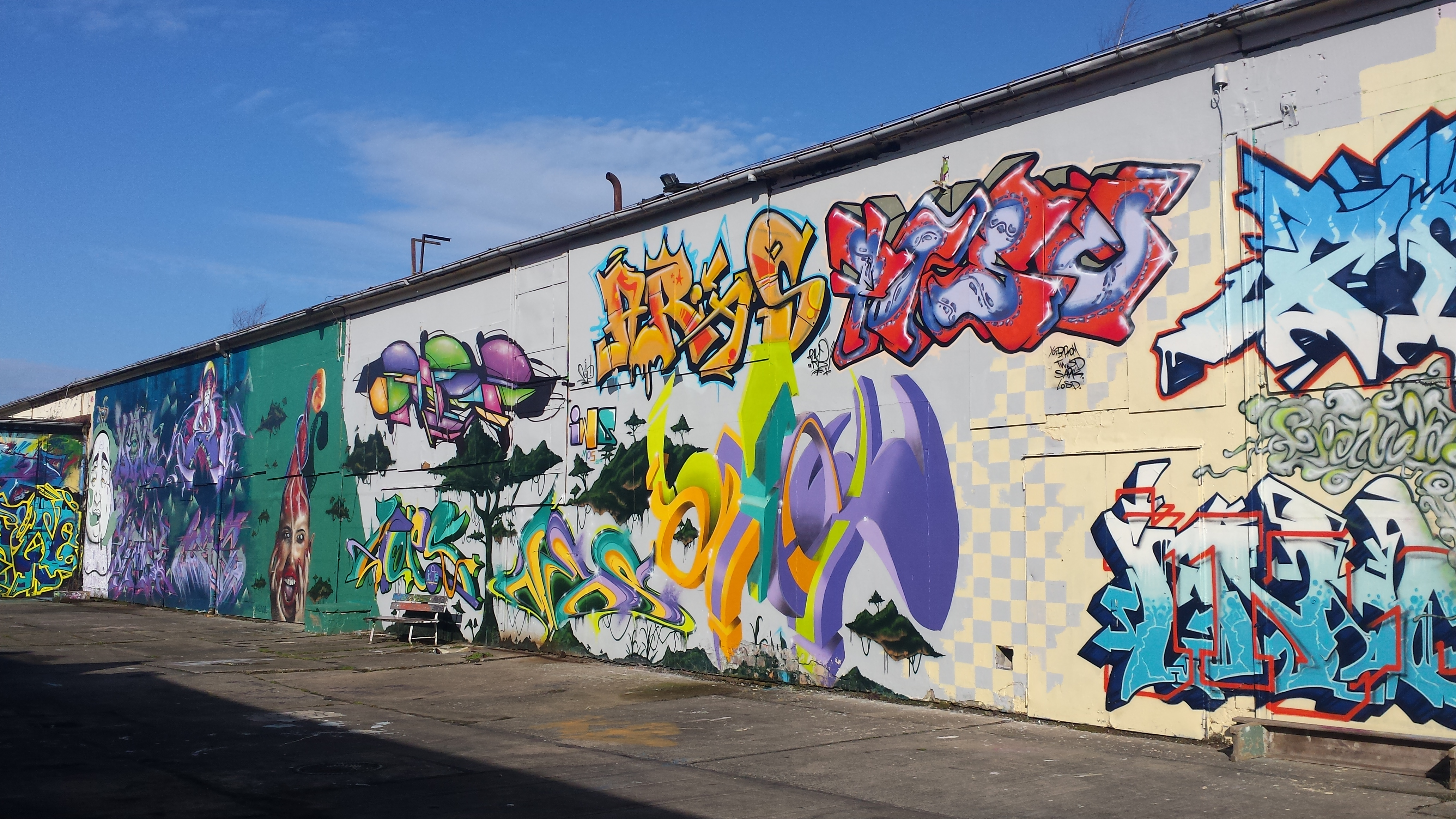
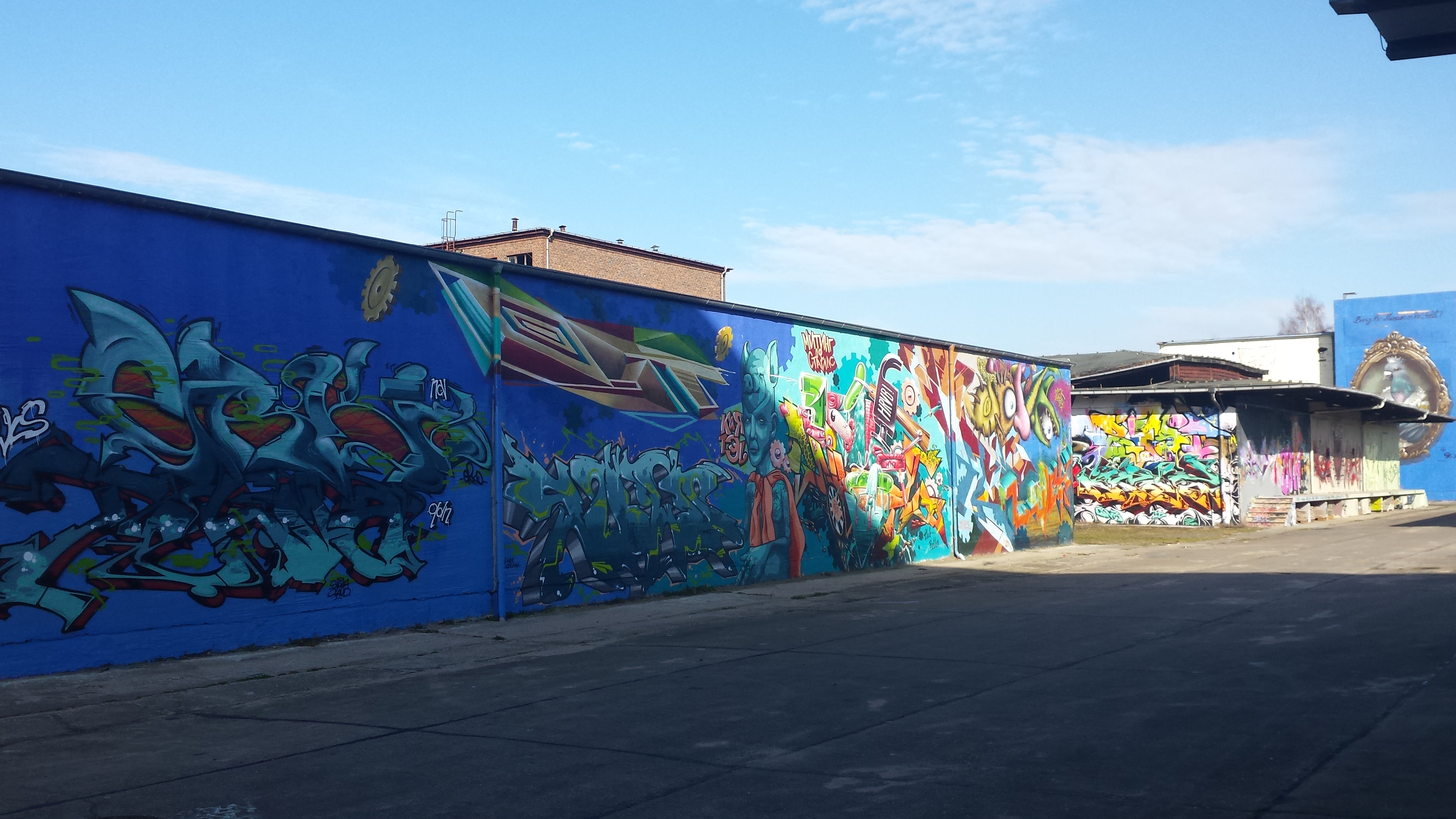
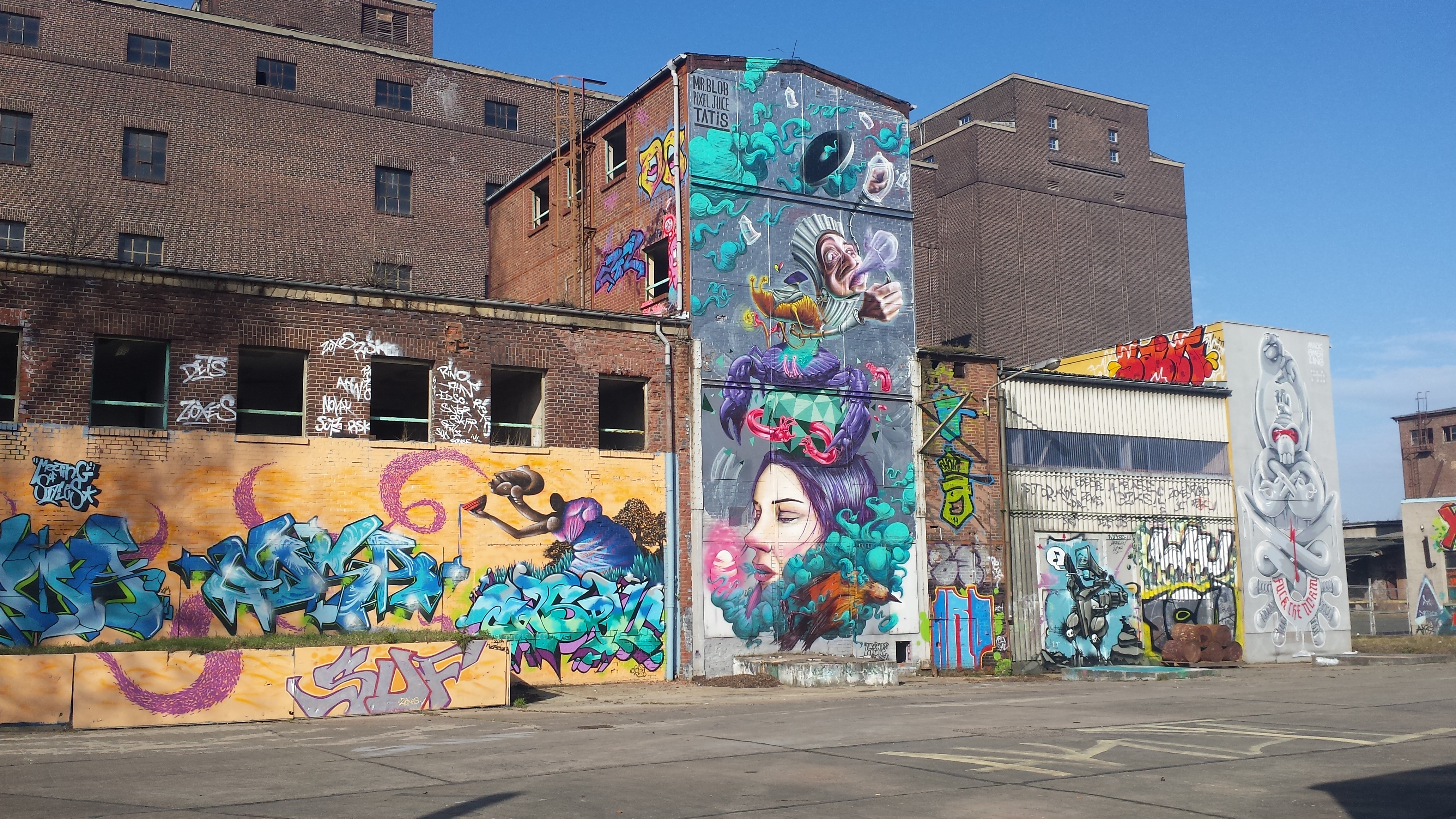
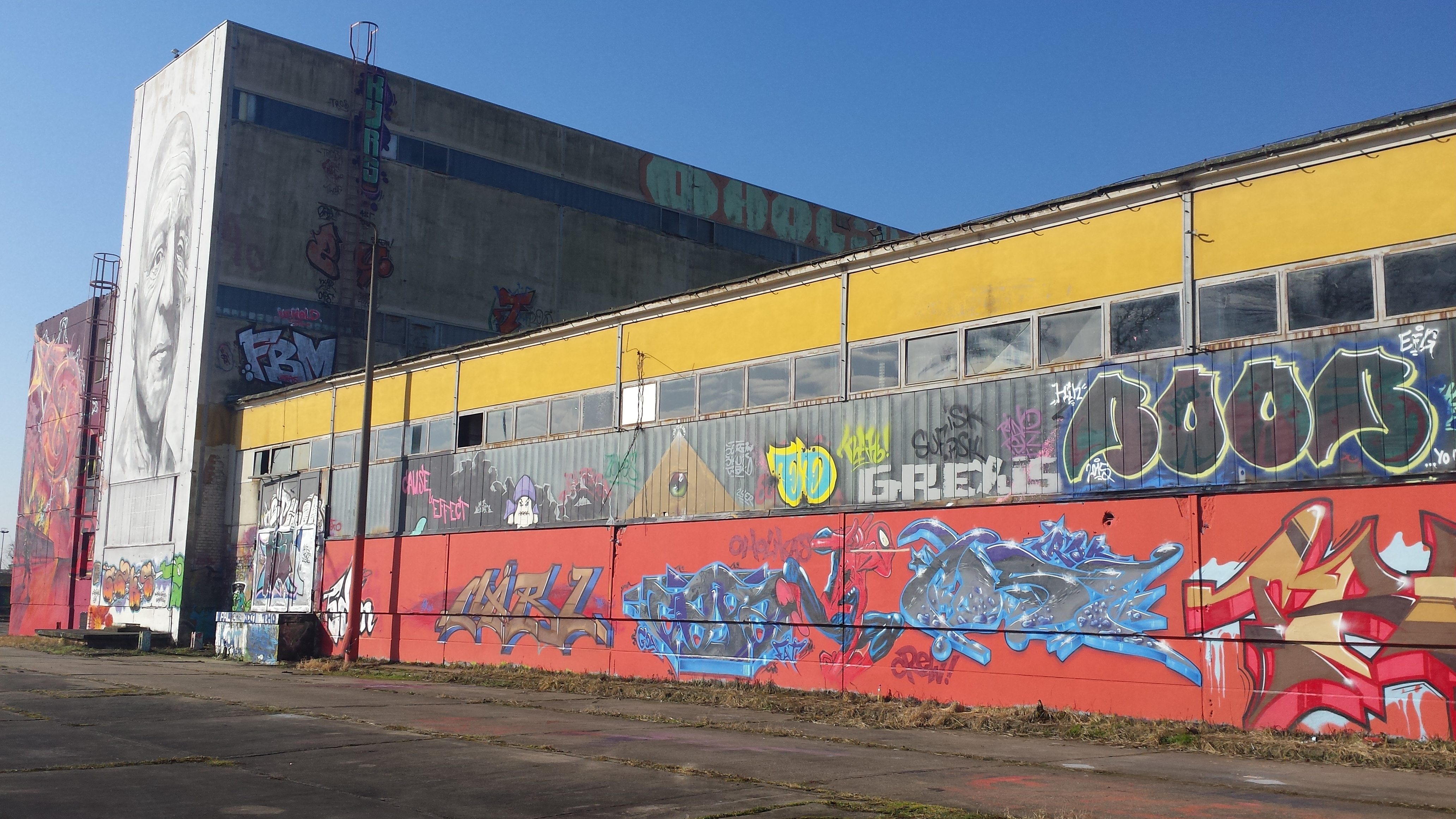
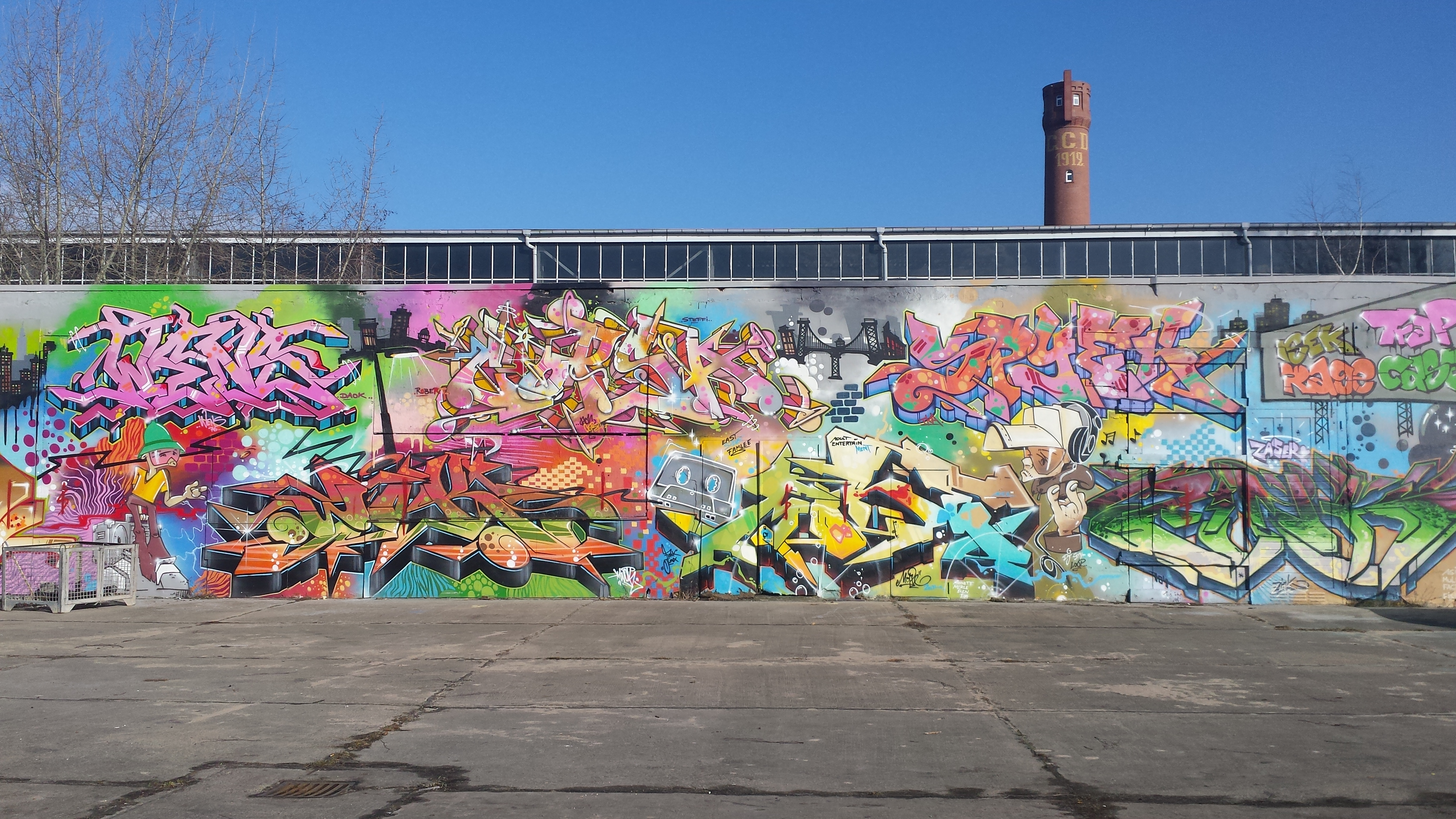
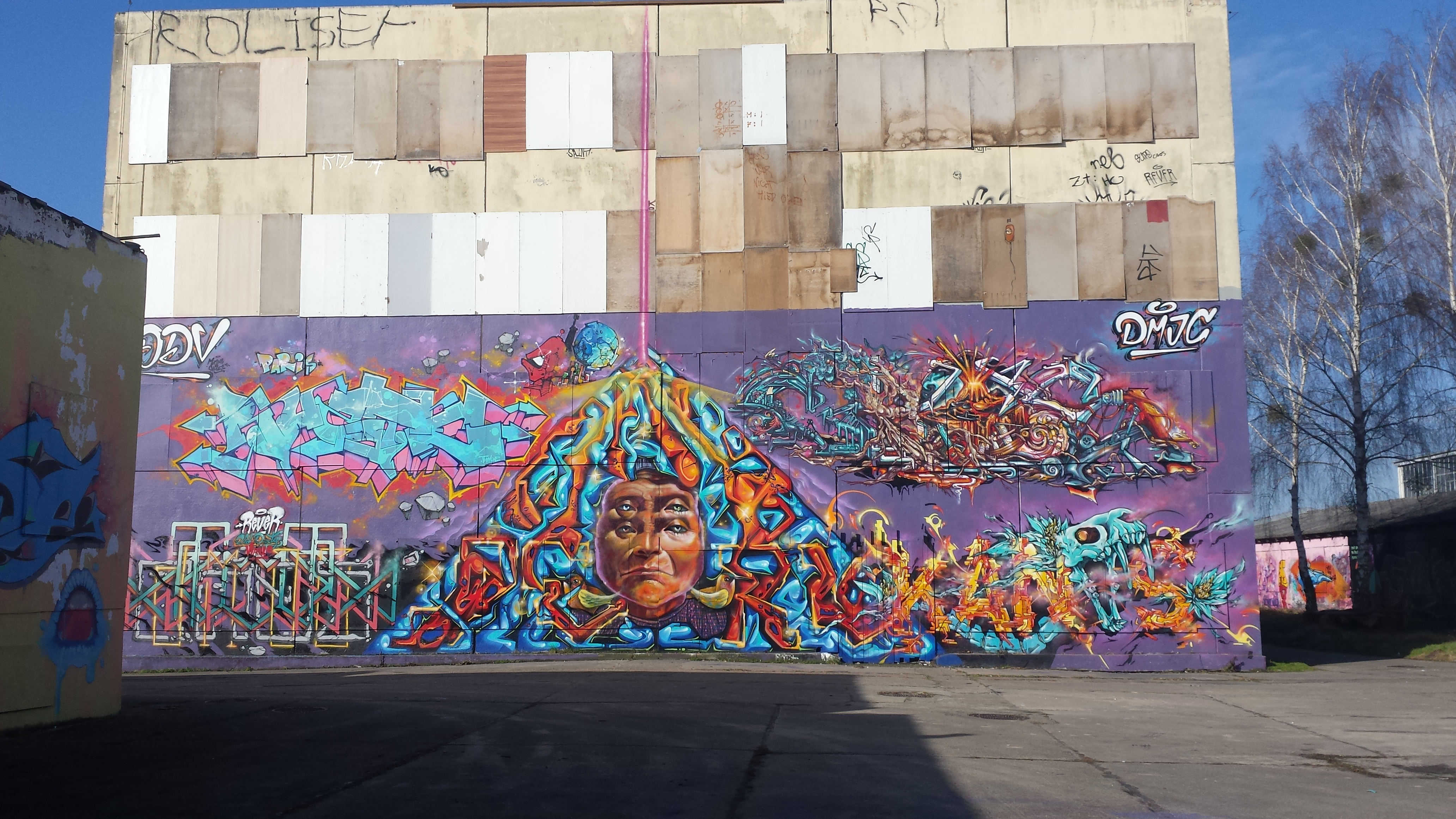
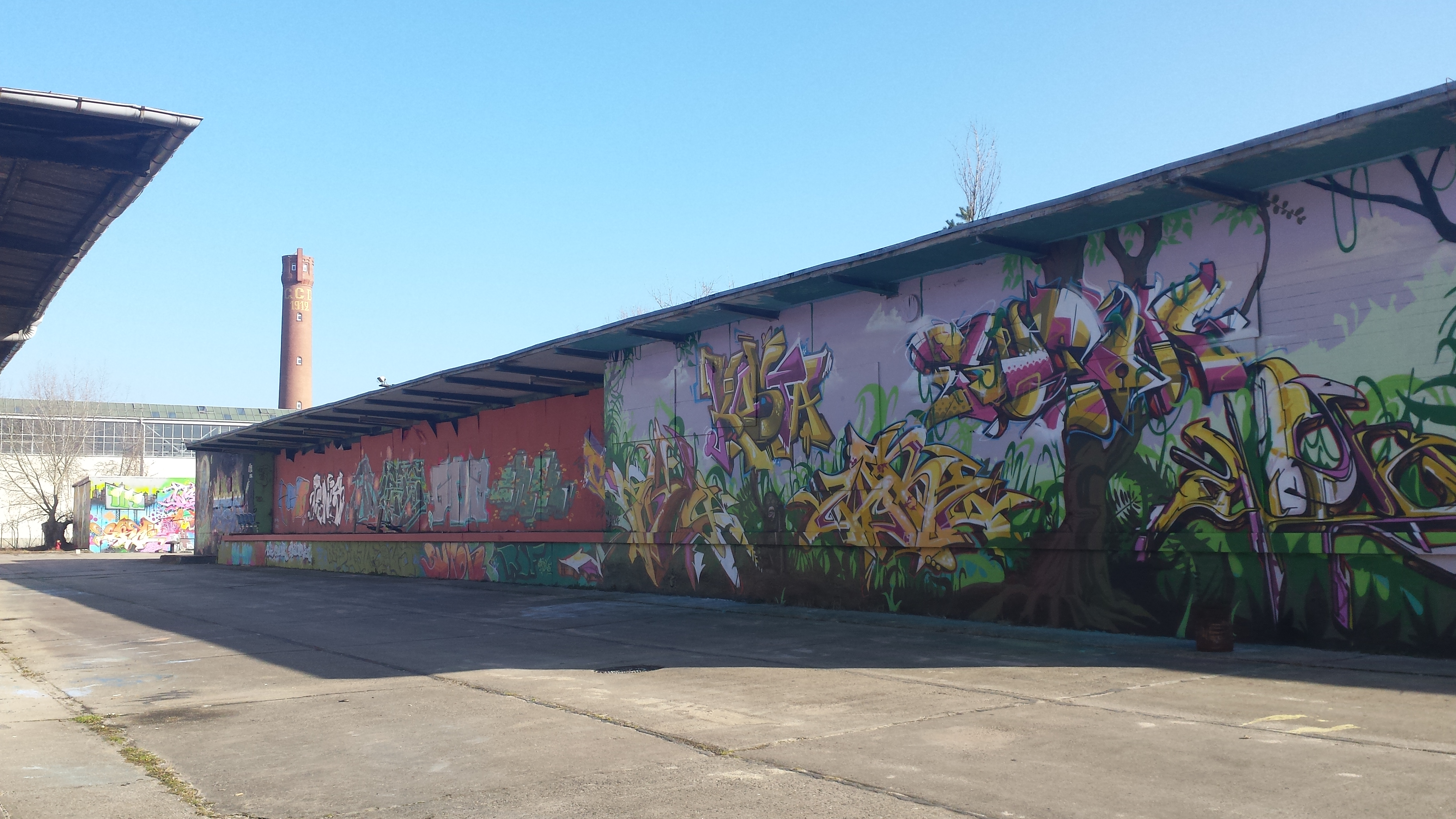
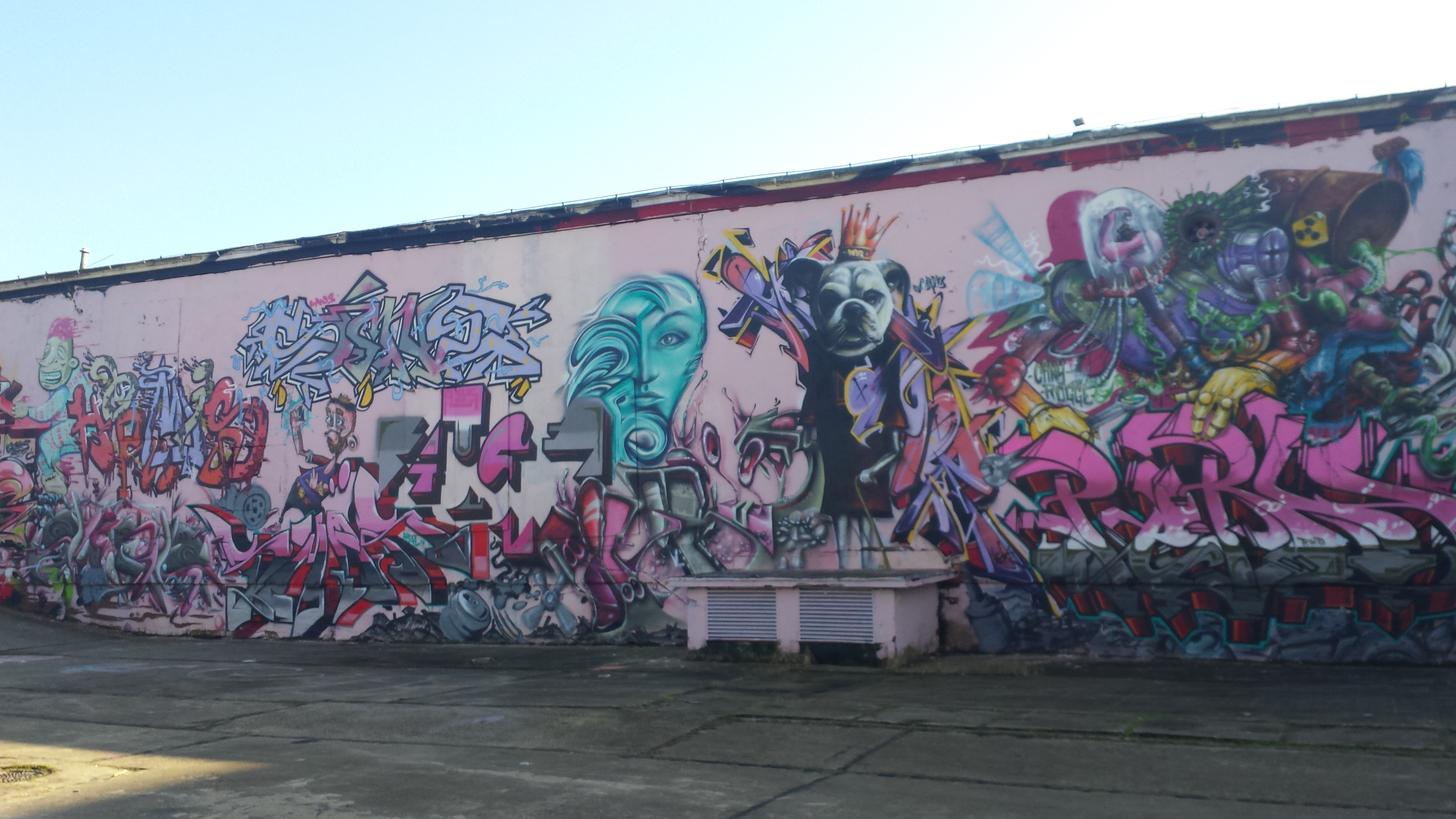

## Film
- Nudeln, Brot und Tauschgeschäfte – von der Konsum-Mühle zur Graffiti-Arena. Dokumentarfilm, Deutschland, 2016, 29:39 Min., Buch und Regie: Katrin Hartig, Claudia Berger und Uta Kroemer, Produktion: MDR, Reihe: Der Osten – Entdecke wo du lebst, Erstsendung: 21. Februar 2017 bei MDR Fernsehen, Inhaltsangabe und online-Video vom MDR.